# Associazione Sportiva Latina 1932 1988-1989
Questa voce raccoglie le informazioni riguardanti l'Associazione Sportiva Latina 1932 nelle competizioni ufficiali della stagione 1988-1989.

## Rosa
| N. |                   | Ruolo | Calciatore          |  |
| -- | ----------------- | ----- | ------------------- |  |
|    | Italia (bandiera) | D     | Andrea Amato        |  |
|    | Italia (bandiera) | C     | Roberto Cacciatore  |  |
|    | Italia (bandiera) | A     | Adriano Calì        |  |
|    | Italia (bandiera) | D     | Giulio Cardillo     |  |
|    | Italia (bandiera) | D     | Roberto Cardinale   |  |
|    | Italia (bandiera) | C     | Domenico Caso       |  |
|    | Italia (bandiera) | C     | Gianni Cavezzi      |  |
|    | Italia (bandiera) | C     | Davide Ciammaruconi |  |
|    | Italia (bandiera) | C     | Massimo De Angelis  |  |
|    | Italia (bandiera) | C     | Graziano Del Grande |  |
|    | Italia (bandiera) | A     | Gerardo Fiorillo    |  |

| N. |                   | Ruolo | Calciatore          |
| -- | ----------------- | ----- | ------------------- |
|    | Italia (bandiera) | A     | Roberto Gentilini   |
|    | Italia (bandiera) | C     | Giulio Giovannoli   |
|    | Italia (bandiera) | D     | Gian Piero Morgagni |
|    | Italia (bandiera) | C     | Fabio Mosca         |
|    | Italia (bandiera) | A     | Oscar Nicodemo      |
|    | Italia (bandiera) | D     | Carmine Parlato     |
|    | Italia (bandiera) | P     | David Pellorca      |
|    | Italia (bandiera) | D     | Raffaele Perna      |
|    | Italia (bandiera) | A     | Guido Ugolotti      |
|    | Italia (bandiera) | D     | Viero Vignoli       |

## Risultati

### Campionato

#### Girone di andata
| 11 settembre 1988 1ª giornata | Latina | 3 – 1 | Gela J.T. |  |

| 18 settembre 1988 2ª giornata | Atletico Leonzio | 0 – 0 | Latina |  |

| 25 settembre 1988 3ª giornata | Cavese | 1 – 0 | Latina |  |

| 2 ottobre 1988 4ª giornata | Latina | 4 – 1 | Vigor Lamezia |  |

| Arbitro: | Scarfò (Reggio Calabria) |

|            |           |                   |
| Ciullo 13’ | Marcatori | 82’ Domenico Caso |

| 16 ottobre 1988 6ª giornata | Latina | 1 – 0 | Siracusa |  |

| 23 ottobre 1988 7ª giornata | Lodigiani | 1 – 1 | Latina |  |

| 30 ottobre 1988 8ª giornata | Latina | 0 – 0 | Trapani |  |

| 6 novembre 1988 9ª giornata | Campania | 2 – 0 | Latina |  |

| 13 novembre 1988 10ª giornata | Latina | 1 – 1 | Battipagliese |  |

| 20 novembre 1988 11ª giornata | Kroton | 1 – 0 | Latina |  |

| 27 novembre 1988 12ª giornata | Latina | 1 – 1 | Sorrento |  |

| 4 dicembre 1988 13ª giornata | Cynthia | 0 – 0 | Latina |  |

| 11 dicembre 1988 14ª giornata | Latina | 1 – 0 | Juventus Stabia |  |

| 18 dicembre 1988 15ª giornata | Turris | 1 – 0 | Latina |  |

| 31 dicembre 1988 16ª giornata | Latina | 1 – 1 | Benevento |  |

| 8 gennaio 1989 17ª giornata | Afragolese | 0 – 0 | Latina |  |

#### Girone di ritorno
| 15 gennaio 1989 18ª giornata | Gela J.T. | 1 – 1 | Latina |  |

| 22 gennaio 1989 19ª giornata | Latina | 2 – 1 | Atletico Leonzio |  |

| 5 febbraio 1989 20ª giornata | Latina | 1 – 1 | Pro Cavese |  |

| 12 febbraio 1989 21ª giornata | Vigor Lamezia | 1 – 0 | Latina |  |

| Latina 19 febbraio 1989 22ª giornata | Latina  | 0 – 0 | Nola | Stadio Comunale (Mangherini spett.)\| Arbitro: \| Brescia \| |
| Arbitro:                             | Brescia |       |      |                                                              |

| 5 marzo 1989 23ª giornata | Siracusa | 2 – 0 | Latina |  |

| 12 marzo 1989 24ª giornata | Latina | 1 – 2 | Lodigiani |  |

| 19 marzo 1989 25ª giornata | Trapani | 0 – 0 | Latina |  |

| 25 marzo 1989 26ª giornata | Latina | 0 – 0 | Campania |  |

| 9 aprile 1989 27ª giornata | Battipagliese | 0 – 0 | Latina |  |

| 16 aprile 1989 28ª giornata | Latina | 1 – 1 | Kroton |  |

| 23 aprile 1989 29ª giornata | Sorrento | 1 – 0 | Latina |  |

| 30 aprile 1989 30ª giornata | Latina | 2 – 1 | Cynthia |  |

| 14 maggio 1989 31ª giornata | Juventus Stabia | 1 – 0 | Latina |  |

| 21 maggio 1989 32ª giornata | Latina | 3 – 0 | Turris |  |

| 28 maggio 1989 33ª giornata | Benevento | 1 – 1 | Latina |  |

| 4 giugno 1989 34ª giornata | Latina | 1 – 1 | Afragolese |  |